# Pro Evolution Soccer 2015
 (avril 2014).
Si vous disposez d'ouvrages ou d'articles de référence ou si vous connaissez des sites web de qualité traitant du thème abordé ici, merci de compléter l'article en donnant les références utiles à sa vérifiabilité et en les liant à la section « Notes et références ».
Pro Evolution Soccer 2015, régulièrement abrégé PES 2015 et connu également sous le nom de World Soccer: Winning Eleven 2015 en Asie, est un jeu vidéo de football de la série Pro Evolution Soccer développé et publié par Konami. Le jeu est sorti en novembre 2014 sur Microsoft Windows, PlayStation 3, PlayStation 4, Xbox 360 et Xbox One.

## Système de jeu

### Nouveautés
Certains entraîneurs sont dorénavant licenciés (chaque entraîneur aura son style de jeu) et sont probablement modélisés dans le jeu. La météo va faire son entrée après avoir été supprimée de PES 2014. Le Player ID est plus réaliste et inclut désormais une retranscription spécifique du style de jeu de chaque grande équipe du monde. De plus, 1000 joueurs bénéficient de cette option ; un joueur joue donc comme il le fait dans la réalité avec les mêmes déplacements et mimiques que son alter-ego réel. Pour la première fois dans la série, la Liga BBVA, la Serie A, la Ligue 1 et le Championnat d'Angleterre ont chacune une deuxième division. Par contre, seuls deux sur quatre sont licenciées (Ligue 2 et Liga Adelante).
On note l'apparition du mode MyClub, à la place de la Ligue des Masters Online, où il est possible de bâtir son équipe jusqu'au choix de l'entraîneur, ainsi que le système de contrôle des rôles, qui permet à trois joueurs de prendre le contrôle soit de la défense, du milieu de terrain ou l'attaque pour une action multijoueur plus structurée.

### Modes de jeu

#### Master League
Nouvelle structure pour l'amélioration des joueurs, transferts, managers et paramètres des matches automatiques. Nouvelles cinématiques et Super Coupes Nationales intégrées.

#### Mode Ligue
Le mode ligue est jouable en multijoueur offline.

#### Mode éditer
Le mode éditer est plus complet, avec de nouveaux slots pour les emblèmes des équipes non licenciées. Tout comme PES 2014, il est possible d'ajouter un logo sur les shorts et les chaussettes.
Il y a également un éditeur de stade, qui permet de modifier les détails (couleurs des sièges, filets, pelouses) des stades fictifs par équipes.
Les noms des managers, présents pour la première fois dans PES, non licenciés sont modifiables.
À noter que l'ajout de logo n'est pas disponible sur PlayStation 4 et Xbox One.

#### Mode Myclub
Le mode myclub est l’équivalent du mode Fifa Ultimate Team dans le jeu FIFA 15.

## Accueil
- Jeuxvideo.com : 16/20 (PC/PS4/XBO)[1] - 15/20 (PS3/X360)[2]